# 지도부인
지도부인 박씨(知道夫人 朴氏)는 진지왕(眞智王)의 왕후였다. 선혜부인(善兮夫人)의 아들 기오공(起烏公)과 옥진궁주(玉珍宮主)의 딸 흥도부인(興道夫人) 사이에서 출생하였다.

## 가족 관계
- 시어머니 : 월화공주,사도왕후
- 아버지 : 기오공 박씨
- 남편 : 진지왕(眞智王)
  - 아들 : 김용춘(金龍春)
    - 며느리: 천명공주(天明公主)
      - 손자 : 태종 무열왕 -신라 제29대 왕
        - 손부 : 보라궁주(寶羅宮主) 설씨
        - 손부 : 문명왕후 김문희(文明王后)  
          - 증손자 : 문무왕 -신라 제30대 왕

        - 손부 : 영창부인 김보희
          - 증손녀 : 요석공주(瑤石公主) - 원효와의 사이에서 설총을 낳았다.

- 남편 : 천주공(天柱公): 진흥왕의 아들
  - 아들 : 염장공(廉長公): 제 17대 풍월주